# Castellare-di-Mercurio
Castellare-di-Mercurio är en kommun i departementet Haute-Corse på ön Korsika i Frankrike. Kommunen ligger i kantonen Bustanico som tillhör arrondissementet Corte. År 2022 hade Castellare-di-Mercurio 28 invånare.

## Befolkningsutveckling
Antalet invånare i kommunen Castellare-di-Mercurio
Referens:INSEE